# Bandera de Mali
La bandera de Mali fou adoptada del dia 1 de març de 1961.
El 20 de gener de 1961, quatre mesos després de la proclamació de la independència de la República de Mali, que tingué lloc el 22 de setembre de 1960, els diputats reunits en sessió plenària a l'Assemblea Nacional van adoptar la llei núm. 61-62 que creava la bandera nacional. Aquesta està composta de tres bandes verticals iguals de colors verd, or i vermell.

## Presentació de la bandera
La llei de 20 de gener de 1961 va consagrar la versió definitiva de la bandera de Mali, amb les tres bandes de color verd, or i vermell.
El color verd de la primera banda significa l'esperança, la verdor dels prats i dels camps del país, de la seva terra i de tot allò que s'hi pot produir.
La segona banda vertical és de color daurat, que fa referència al subsol del país i dels altres recursos minerals potencials. El color or dona testimoni de la consciència que la gent té sobre el patrimoni i que s'ha de defensar.
El color vermell de la tercera banda constitueix un record i una exhortació. Els malians han de recordar la sang vessada pels seus per defensar el país de l'ocupació estrangera i l'alliberament del jou colonial. El vermell de la bandera nacional és una exhortació per a la població a lluitar fins a la darrera gota d'aigua per preservar la integritat del país, del sòl i del subsol, del patrimoni artístic i cultural fins que siguin explotats només per al seu propi interès.

## Notes

La bandera de la Federació de Mali (1959-1960)

## Colors
|             | Verd       | Groc       | Vermell   |
| ----------- | ---------- | ---------- | --------- |
| Pantone     | 2271c      | 115c       | 3546c     |
| CMYK        | 91-0-100-0 | 0-9-100-0  | 0-86-63-0 |
| RGB         | 20-181-58  | 252-209-22 | 206-17-38 |
| Hexadecimal | #14B53A    | #FCD116    | #CE1126   |